# Wereldkampioenschappen judo 2001
De wereldkampioenschappen judo 2001 waren de 22ste editie van de wereldkampioenschappen judo en werden gehouden in de Olympiahalle in de Duitse stad München, van donderdag 26 juli tot en met zondag 29 juli 2001.

## Deelnemers

### Nederland
De Judo Bond Nederland vaardigde op een na dezelfde veertien judoka's af naar Duitsland als die voor Nederland eerder dat jaar hadden deelgenomen aan de Europese kampioenschappen in Parijs. Het enige verschil was Nicky Boontje (–70 kg). Die mocht naar de EK, terwijl haar concurrente Bosch haar opwachting bij de WK mocht maken.
Mannen
– 60 kg — Ruben Houkes
– 66 kg — Bryan van Dijk
– 73 kg — Dennis Meijer
– 81 kg — Maarten Arens
– 90 kg — Mark Huizinga
–100kg — Elco van der Geest
+100kg — Dennis van der Geest
Open klasse — Dennis van der Geest
Vrouwen
–48 kg — Nynke Klopstra
–52 kg — Geen deelneemster
–57 kg — Deborah Gravenstijn
–63 kg — Daniëlle Vriezema
–70 kg — Edith Bosch
–78 kg — Claudia Zwiers
+78 kg — Françoise Harteveld
Open klasse — Karin Kienhuis

## Medailleoverzicht

### Mannen
| Gewichtsklasse | Goud                  | Zilver           | Brons                 |
| -------------- | --------------------- | ---------------- | --------------------- |
| – 60 kg        | Anis Lounifi          | Cédric Taymans   | John Buchanan         |
| – 60 kg        | Anis Lounifi          | Cédric Taymans   | Kazuhiko Tokuno       |
| – 66 kg        | Arash Miresmaili      | Musa Nastuyev    | Yordanis Arencibia    |
| – 66 kg        | Arash Miresmaili      | Musa Nastuyev    | Kim Hyung-Ju          |
| – 73 kg        | Vitaliy Makarov       | Yusuke Kanamaru  | Askhat Shakharov      |
| – 73 kg        | Vitaliy Makarov       | Yusuke Kanamaru  | Krzysztof Wiłkomirski |
| – 81 kg        | Cho In-Chul           | Aleksei Budõlin  | Sergei Aschwanden     |
| – 81 kg        | Cho In-Chul           | Aleksei Budõlin  | Elkhan Rajabli        |
| – 90 kg        | Frédéric Demontfaucon | Zoerab Zviadauri | Rassoul Salimov       |
| – 90 kg        | Frédéric Demontfaucon | Zoerab Zviadauri | Yoon Dong-Sik         |
| – 100 kg       | Kosei Inoue           | Antal Kovács     | Jang Sung-Ho          |
| – 100 kg       | Kosei Inoue           | Antal Kovács     | Askhat Zhitkeyev      |
| + 100 kg       | Aleksandr Mikhailine  | Selim Tataroğlu  | Mahmoud Miran         |
| + 100 kg       | Aleksandr Mikhailine  | Selim Tataroğlu  | Shinichi Shinohara    |
| Open klasse    | Aleksandr Mikhailine  | Ariel Ze'evi     | Frank Möller          |
| Open klasse    | Aleksandr Mikhailine  | Ariel Ze'evi     | Dennis van der Geest  |

### Vrouwen
| Gewichtsklasse | Goud                | Zilver              | Brons              |
| -------------- | ------------------- | ------------------- | ------------------ |
| – 48 kg        | Ryoko Tamura        | Ri Kyong-Ok         | Danieska Carrión   |
| – 48 kg        | Ryoko Tamura        | Ri Kyong-Ok         | Giuseppina Macri   |
| – 52 kg        | Kye Sun-hui         | Raffaella Imbriani  | Liu Yuxiang        |
| – 52 kg        | Kye Sun-hui         | Raffaella Imbriani  | Legna Verdecia     |
| – 57 kg        | Yurisleidis Lupetey | Deborah Gravenstijn | Isabel Fernández   |
| – 57 kg        | Yurisleidis Lupetey | Deborah Gravenstijn | Kie Kusakabe       |
| – 63 kg        | Gella Vandecaveye   | Sara Álvarez        | Anaysi Hernández   |
| – 63 kg        | Gella Vandecaveye   | Sara Álvarez        | Ayumi Tanimoto     |
| – 70 kg        | Masae Ueno          | Kate Howey          | Regla Leyén        |
| – 70 kg        | Masae Ueno          | Kate Howey          | Ulla Werbrouck     |
| – 78 kg        | Noriko Anno         | Yurisel Laborde     | Céline Lebrun      |
| – 78 kg        | Noriko Anno         | Yurisel Laborde     | Lee So-yeon        |
| + 78 kg        | Yuan Hua            | Midori Shintani     | Daima Beltrán      |
| + 78 kg        | Yuan Hua            | Midori Shintani     | Sandra Köppen      |
| Openklasse     | Céline Lebrun       | Karina Bryant       | Catarina Rodrigues |
| Openklasse     | Céline Lebrun       | Karina Bryant       | Tong Wen           |

## Medaillespiegel
| Plaats | Land                | Goud | Zilver | Brons | Totaal |
| 1      | Japan               | 4    | 2      | 4     | 10     |
| 2      | Rusland             | 3    | 0      | 0     | 3      |
| 3      | Frankrijk           | 2    | 0      | 1     | 3      |
| 4      | Cuba                | 1    | 1      | 6     | 8      |
| 5      | België              | 1    | 1      | 1     | 3      |
| 6      | Noord-Korea         | 1    | 1      | 0     | 2      |
| 7      | Zuid-Korea          | 1    | 0      | 4     | 5      |
| 8      | China               | 1    | 0      | 2     | 3      |
| 9      | Iran                | 1    | 0      | 1     | 2      |
| 10     | Tunesië             | 1    | 0      | 0     | 1      |
| 11     | Verenigd Koninkrijk | 0    | 2      | 1     | 3      |
| 12     | Duitsland           | 0    | 1      | 2     | 3      |
| 13     | Spanje              | 0    | 1      | 1     | 2      |
| 13     | Nederland           | 0    | 1      | 1     | 2      |
| 15     | Estland             | 0    | 1      | 0     | 1      |
| 15     | Georgië             | 0    | 1      | 0     | 1      |
| 15     | Hongarije           | 0    | 1      | 0     | 1      |
| 15     | Israël              | 0    | 1      | 0     | 1      |
| 15     | Turkije             | 0    | 1      | 0     | 1      |
| 15     | Oekraïne            | 0    | 1      | 0     | 1      |
| 21     | Azerbeidzjan        | 0    | 0      | 2     | 2      |
| 21     | Kazachstan          | 0    | 0      | 2     | 2      |
| 23     | Iran                | 0    | 0      | 1     | 1      |
| 23     | Polen               | 0    | 0      | 1     | 1      |
| 23     | Portugal            | 0    | 0      | 1     | 1      |
| 23     | Zwitserland         | 0    | 0      | 1     | 1      |
| Totaal | Totaal              | 16   | 16     | 32    | 64     |